# پاراسل (ماهواره)

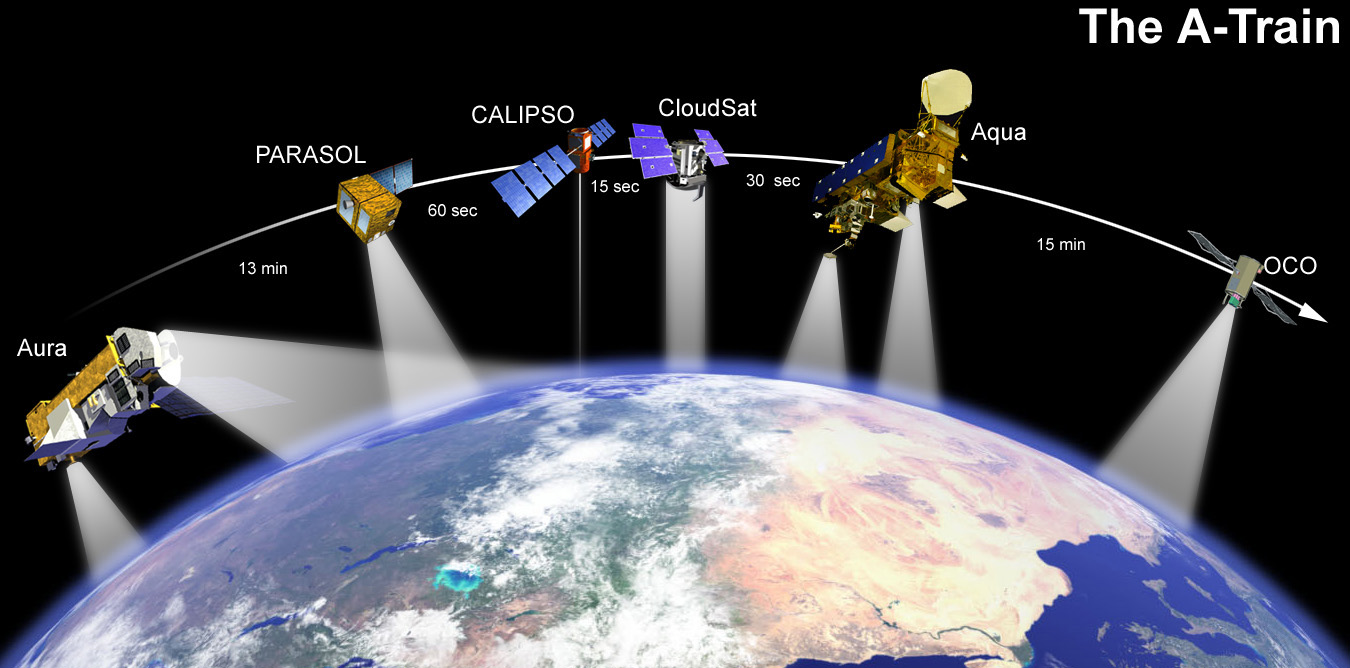
ماهواره‌های ای-ترین: پاراسل، دومین ماهواره از چپ

پاراسل (انگلیسی: Parasol) ماهواره فرانسوی تحقیقات دیده‌بانی زمین است که ابزاری به نام پولدر را حمل می‌کند که ویژگی‌های تابشی و میکروفیزیکی ابرها و هواپخش‌ها را مطالعه و بررسی می‌کند.
ماهواره پاراسل ۱۸ دسامبر ۲۰۰۴ از پایگاه فضایی گویان در گویان فرانسه توسط راکت آریان ۵ به فضا پرتاب شد.